# Gisela Dischner

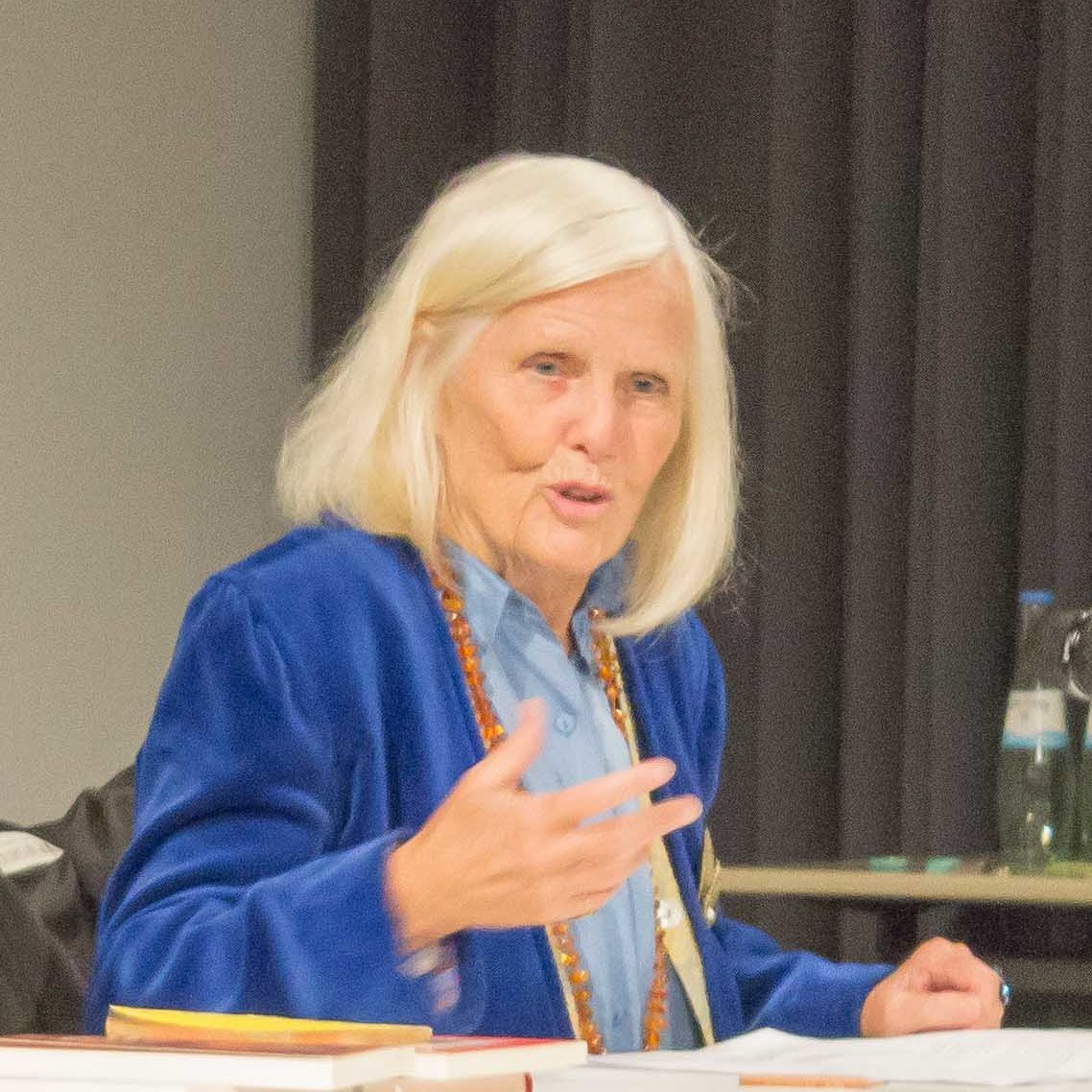
Gisela Dischner beim Festival der Philosophie in Hannover (2016)

Gisela Dischner (* 3. November 1939 in Steinhöring, Bayern) ist eine deutsche Literaturwissenschaftlerin und Schriftstellerin.

## Leben
Gisela Dischner studierte von 1961 bis 1965 in München und anschließend (bis 1967) in Frankfurt am Main Germanistik, Soziologie und Philosophie. Nach Stationen in Birmingham und Gießen trat sie 1973 die Nachfolge von Hans Mayer als Professorin für Neuere und Neueste Deutsche Literatur an der damaligen Technischen Universität Hannover (heute Gottfried Wilhelm Leibniz Universität), wo sie bis zu ihrer Emeritierung im Jahr 2004 lehrte.
Schwerpunkte ihrer Arbeit sind Moderne Ästhetik, Literatur der Romantik, Autoren und Werke der von ihr so genannten „Hölderlin-Linie der Moderne“, eine Theorie des Müßiggangs sowie Literatur von Frauen. Dischners theoretische Position zeigt sich in den frühen Publikationen beeinflusst von der Kritischen Theorie der Frankfurter Schule, dem jungen Karl Marx, der Frühromantik, der Psychoanalyse, dem Existenzialismus und dem Surrealismus und nimmt in den späteren Schriften auch Impulse und Motive Nietzsches, Heideggers und Jean Baudrillards auf.
Die Studie Poetik des modernen Gedichts. Zur Lyrik von Nelly Sachs, ihre Dissertation, untersucht anhand der Werke von Nelly Sachs und Paul Celan (mit beiden stand sie im Briefwechsel) Bedingungen und Formen lyrischen Sprechens nach den Erfahrungen des Nationalsozialismus.
Die breit angelegte Forschungsarbeit Ursprünge der Rheinromantik in England – Zur Geschichte der romantischen Ästhetik steht am Anfang einer lebenslangen Beschäftigung mit dem Denken und den literarischen Kunstformen der Romantik. Gedanklich organisiert werden die zahlreichen Veröffentlichungen über Bettina von Arnim, Friedrich und Caroline Schlegel, Novalis und andere von der Frage nach den Bedingungen der Möglichkeit einer Verbindung von Kunst und Leben, deren Utopie die romantische Geselligkeit ist, wie sie historisch in den von Frauen betriebenen Romantischen Salons des 19. Jahrhunderts in Erscheinung getreten ist. In ihren Arbeiten über Giordano Bruno, Hölderlin, Kleist, Nietzsche und Kierkegaard untersucht sie die Konstitutionsbedingungen von Subjektivität und die Autonomiebestrebungen des Einzelnen in einer Gesellschaft, die alle Lebensbereiche unter das Diktat von ökonomischer Effizienz und Zweckrationalität stellt. Das Gegenbild zum Ökonomismus der kapitalistischen Gesellschaft entwickelt Dischner in ihren Büchern über den Müßiggang.
Gisela Dischner war mit dem Schriftsteller und Sprachwissenschaftler Chris Bezzel verheiratet und lebt (Stand: 2020) in Hannover und auf Mallorca.

## Publikationen
- Gisela Bezzel-Dischner: Poetik des modernen Gedichts. Zur Lyrik von Nelly Sachs (= Frankfurter Beiträge zur Germanistik. Band 10). Gehlen, Bad Homburg v.d.H./Berlin/Zürich 1970, ISBN 3-7997-1110-4, DNB 456102434 (Diss., Frankfurt am Main/M.).
- Ursprünge der Rheinromantik in England. Zur Geschichte der romantischen Ästhetik (= Studien zur Philosophie und Literatur des neunzehnten Jahrhunderts. Band 17). Klostermann, Frankfurt am Main 1972, DNB 720212650.
- mit Chris Bezzel, Peter Brückner et al.: Das Unvermögen der Realität. Beiträge zu einer anderen materialistischen Ästhetik. Wagenbach, Berlin 1974, ISBN 3-8031-1055-6.
- Bettina von Arnim. Eine weibliche Sozialbiografie des 19. Jahrhunderts (= Wagenbachs Taschenbücherei. Band 30). Verlag Klaus Wagenbach, Berlin 1977, ISBN 3-8031-2030-6.
- Caroline und der Jenaer Kreis. Ein Leben zwischen bürgerlicher Vereinzelung und romantischer Geselligkeit (= Wagenbachs Taschenbücherei. Band 61). Wagenbach, Berlin 1979, ISBN 3-8031-2061-6 (Biographie über Caroline Schlegel-Schelling).
- Friedrich Schlegels Lucinde und Materialien zu einer Theorie des Müßiggangs. Gerstenberg, Hildesheim 1980, ISBN 3-8067-0854-1.
- Tagebuch. Konkursbuch, Tübingen 1981, ISBN 3-88769-000-1.
- Über die Unverständlichkeit. Aufsätze zur neuen Dichtung. Gerstenberg, Hildesheim 1982, ISBN 3-8067-0884-3.
- Eine stumme Generation berichtet. Frauen der dreißiger und vierziger Jahre. Hrsg.: Gisela Dischner. Fischer TB, Frankfurt a. M. 1982, ISBN 3-596-23727-0.
- Die Stimme des Fremden (= Fallobst. Band 5). Wolke Verlag, Hofheim 1992, ISBN 3-923997-48-5.
- „… bald sind wir aber Gesang“. Zur Hölderlin-Linie der Moderne. Aisthesis, Bielefeld 1995, ISBN 3-89528-148-4.
- Es wagen, ein Einzelner zu sein. Versuch über Kierkegaard. Philo, Bodenheim 1997, ISBN 3-8257-0043-7.
- „Die Mauern stehen sprachlos und kalt“. Tragische Erkenntnis in der Moderne. Aisthesis Verlag, Bielefeld 1999, ISBN 3-89528-228-6.
- Auferstehung und Verwandlung. Reflexionen zur Renaissance in Italien. Philo Verlagsgesellschaft mbh, Berlin/Wien 2001, ISBN 3-8257-0232-4.
- Giordano Bruno. Denker – Dichter – Magier (= Edition Kairos. Band 2). Francke, Tübingen/Basel 2004, ISBN 3-7720-8022-7.
- „Das Sichtbare haftet am Unsichtbaren“. Mystische Spuren in Kunst und Dichtung der Moderne. Philo, Hamburg/Berlin 2005, ISBN 3-86572-528-7.
- Wörterbuch des Müßiggängers. Aisthesis, Bielefeld 2009, ISBN 978-3-89528-727-5.
- Die Laute der Liebe – Aufsätze. Verlag Traugott Bautz, Nordhausen 2009, ISBN 978-3-88309-509-7.
- Madame Luzifer. Bürgerliche Vereinzelung und romantische Geselligkeit. Caroline Schelling, gesch. Schlegel. Verlag Traugott Bautz, Nordhausen 2010, ISBN 978-3-88309-613-1.
- Liebe und Müßiggang. Ed. Sirius, Bielefeld/Basel 2011, ISBN 978-3-89528-838-8.
- „der ganze Schmutz zugleich und Glanz meiner Seele“. Die Briefe Heinrich von Kleists als Teil seines Werks (= Aisthesis-Essay. Band 38). Aisthesis, Bielefeld 2012, ISBN 978-3-89528-918-7.